# Imanu'el (město)
Imanu'el (hebrejsky עִמָּנוּאֵל, podle hebrejského mužského jména – doslova „Bůh je s námi“, v oficiálním přepisu do angličtiny Immanu'el) je izraelská osada a místní rada (malé město) na Západním břehu Jordánu v distriktu Judea a Samaří.

## Geografie
Leží cca 45 kilometrů severozápadně od historického jádra Jeruzaléma, cca 35 kilometrů severovýchodně od centra Tel Avivu a cca 7 kilometrů severozápadně od města Ariel.
Nachází se v nadmořské výšce 400 metrů na plošině na vrcholu pahorku v hornatině Samařska nad kaňonem vádí Nachal Kana. Spolu s nejbližšími osadami Jakir a Nofim a s nedalekými většími osadami Karnej Šomron a Kedumim vytváří souvislý blok izraelských obcí, který je někdy řazen do širšího bloku osad Guš Ari'el). Podle plánů z počátku 21. století měl být tento blok začleněn do Izraelské bezpečnostní bariéry. Dle stavu k roku 2009 ale tato bariéra nebyla ještě zbudována.

## Dějiny
Obec Imanu'el byla založena roku 1983. Původní plány počítaly se vznikem většího města a centra širšího regionu. Obec má proto vysokou úroveň občanské vybavenosti včetně banky, kliniky, poštovního úřadu a obchodů. Existuje zde osmnáct synagog a šest vzdělávacích ústavů s 1 800 žáky.
V roce 1985 získala obec status |místní rady. Během druhé intifády bylo okolí osady dějištěm častých palestinských útoků. Přímo v Imanu'el došlo k teroristickému útoku v prosinci 2001, kdy při útoku na autobus zemřelo deset lidí. V červenci 2002 opět palestinští teroristé přepadli před vjezdem do osady izraelský autobus a zabili devět lidí. Starostou obce je Ezra Gerši, který v komunálních volbách roku 2008 získal 57 %.

## Demografie
Podle údajů z roku 2014 tvořili naprostou většinu obyvatel Židé (včetně statistické kategorie "ostatní", která zahrnuje nearabské obyvatele židovského původu ale bez formální příslušnosti k židovskému náboženství). Mezi populací v Imanu'el převažují ultraortodoxní Židé včetně skupin chasidů.
Jde o menší obec městského typu s dlouhodobě stagnující populací. K 31. prosinci 2014 zde žilo 3 197 lidí. Během roku 2014 populace stoupla o 2,6 %. Plány na vznik velkého městského sídla ale zatím Imanu'el nenaplnil. Severně od zastavěného území obce stále zůstává rozsáhlá nevyužitá plocha. Počátkem 21. století populace dokonce výrazně klesala.
| Rok            | 1983 | 1984  | 1985  | 1986  | 1987  | 1988  | 1989  | 1990  | 1991  | 1992  | 1993  | 1994  | 1995  | 1996  | 1997  | 1998  | 1999  | 2000  |
| -------------- | ---- | ----- | ----- | ----- | ----- | ----- | ----- | ----- | ----- | ----- | ----- | ----- | ----- | ----- | ----- | ----- | ----- | ----- |
| Počet obyvatel | 380  | 1 120 | 1 510 | 1 730 | 1 960 | 2 280 | 2 480 | 2 590 | 2 900 | 3 150 | 3 240 | 3 360 | 3 500 | 3 480 | 3 260 | 3 290 | 3 200 | 3 575 |

| Rok            | 1999  | 2000  | 2001  | 2002  | 2003  | 2004  | 2005  | 2006  | 2007  | 2008  | 2009  | 2010  | 2011  | 2012  | 2013  | 2014  |
| -------------- | ----- | ----- | ----- | ----- | ----- | ----- | ----- | ----- | ----- | ----- | ----- | ----- | ----- | ----- | ----- | ----- |
| Počet obyvatel | 3 150 | 3 040 | 2 700 | 2 350 | 2 455 | 2 585 | 2 583 | 2 678 | 2 775 | 2 890 | 2 901 | 2 946 | 2 962 | 3 013 | 3 115 | 3 197 |